# مترو ميلانو
قالب:Infobox Public transit
مترو ميلانو (بالإيطالية: Metropolitana di Milano)‏ هو نظام النقل السريع الذي يخدم مدينة ميلانو في شمال إيطاليا، وتديرها شركة شركة نقل ميلانو (بالإيطالية: Azienda Trasporti Milanesi)‏. تتكون الشبكة من 4 خطوط رئيسية، تم تحديدها بأرقام وألوان مختلفة. ويبلغ إجمالي طول الشبكة حوالي 96.8 كيلو متر (60.1 ميل)، وما مجموعه 106 محطة فرعية في الخدمة، معظمها تحت الأرض. يخدم مترو ميلان ما يقارب 1.15 مليون مستخدم يومياً. ويخدم ميترو ميلانو ما يقارب 328 مليون راكب في السنة.
يتكون النظام من خمسة خطوط رئيسية باسم إم-1، إم-2، إم-3، إم-4 وإم-5. الخط الأول، والمعروف باسم إم-1 افتتح في عام 1964؛ بينما تم افتتاح الخط الثاني إم-2 بعد 5 سنوات وتحديداً في عام 1969، وافتتح الخط الثالث إم-3 في عام 1990، وأخيرا الخط الخامس إم-5 والذي افتتح في عام 2013. الخط الرابع والمعروف باسم إم-4 قيد الإنشاء حاليًا. يعتبر مترو ميلانو حاليا أكبر نظام مترو في إيطاليا بالنسبة لعدد الطول وعدد المحطات ومقطوعة الركاب.
تم منح المصممين المعماريين للمشروع، وهم فرانكو ألبيني، بوب نوردا، وفرانكا هيلغ جائزة كومباسو دي أورو (بالإيطالية: Compasso d'oro)‏ في عام 1964، وهي أرفع جائزة للتصميم في إيطاليا.

## البنية التحتية

### خطوط
| الخط | المحطات الأساسية (البداية والنهاية) | المحطات الأساسية (البداية والنهاية) | تاريخ الإفتتاح | التحديث الأخير | الطول[بحاجة لمصدر] | الطول[بحاجة لمصدر] | المحطات | متوسط المسافة من المحطة | متوسط المسافة من المحطة |
| الخط | المحطات الأساسية (البداية والنهاية) | المحطات الأساسية (البداية والنهاية) | تاريخ الإفتتاح | التحديث الأخير | كم                 | ميل                | المحطات | كم                      | ميل                     |
| ---- | ----------------------------------- | ----------------------------------- | -------------- | -------------- | ------------------ | ------------------ | ------- | ----------------------- | ----------------------- |
|      | رو فييرا / بيتشيلي                  | السادس من مايو                      | 1964           | 2005           | 26.9               | 16.7               | 38      | 0.727                   | 0.452                   |
|      | أساجو ميلانوفيوري / أبياتغراسو      | كولونيو نورد / جيساتي               | 1969           | 2011           | 39.4               | 24.5               | 35      | 1.159                   | 0.720                   |
|      | كوماسينا                            | سان دوناتو                          | 1990           | 2011           | 16.7               | 10.4               | 21      | 0.835                   | 0.519                   |
|      | ملعب سان سيرو                       | بينيامي                             | 2013           | 2015           | 12.9               | 8.0                | 19      | 0.763                   | 0.474                   |

- تسير جميع الخطوط تحت الأرض باستثناء الجزء الشمالي من الخط إم-2 وفرع الخط 2 أساجو.

## الشبكة المستقبلية

### الخط الجديد 4

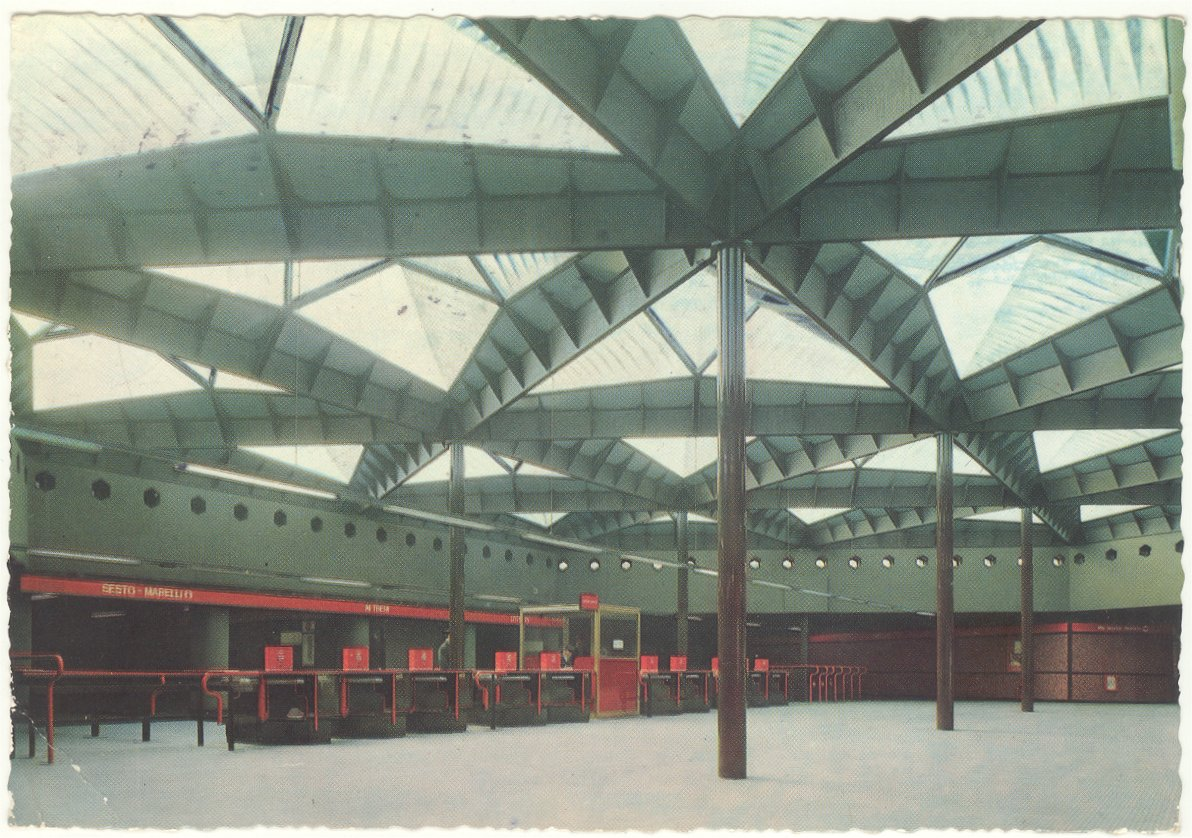
مترو ميلانو سنة 1965
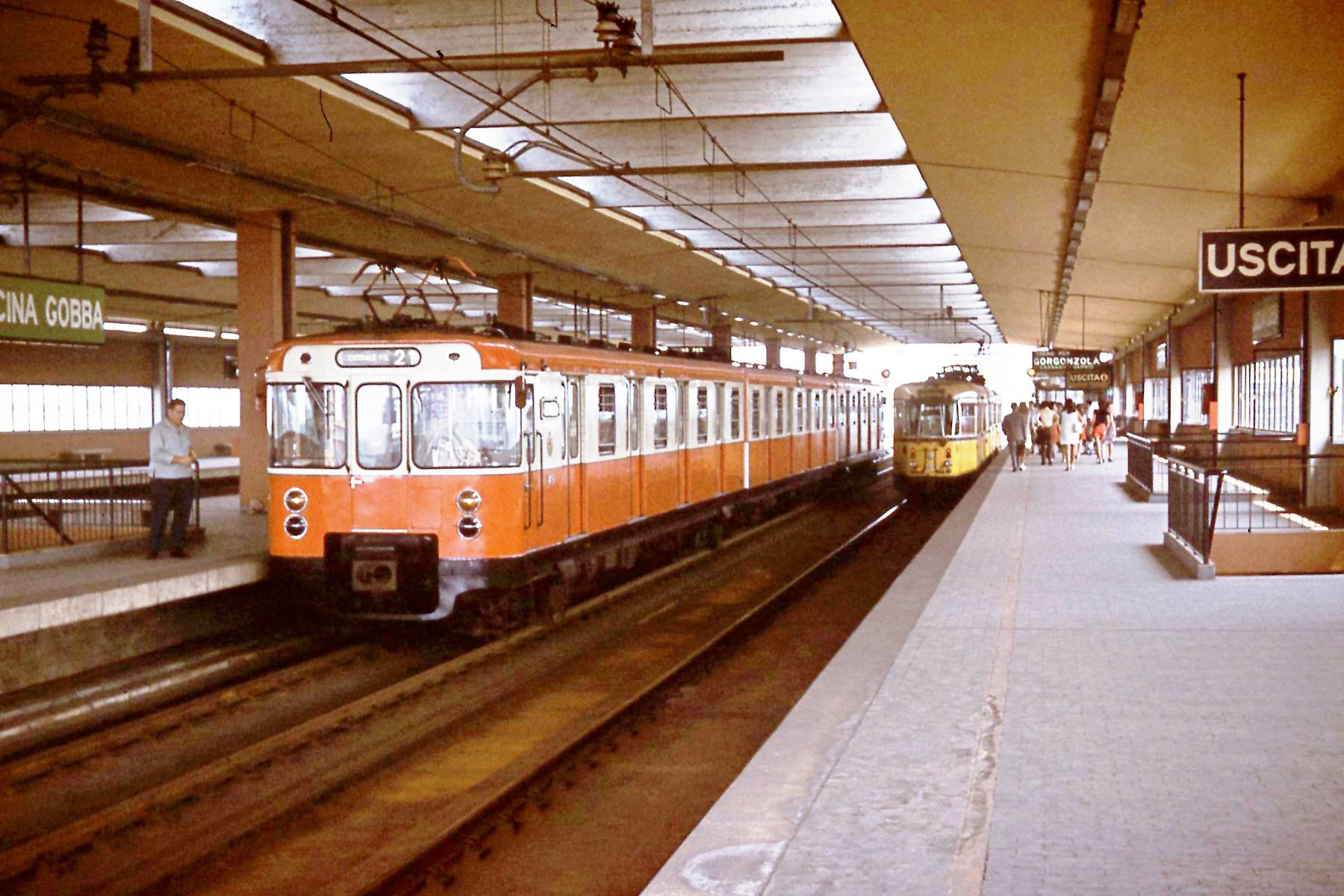
مترو ميلانو 1970
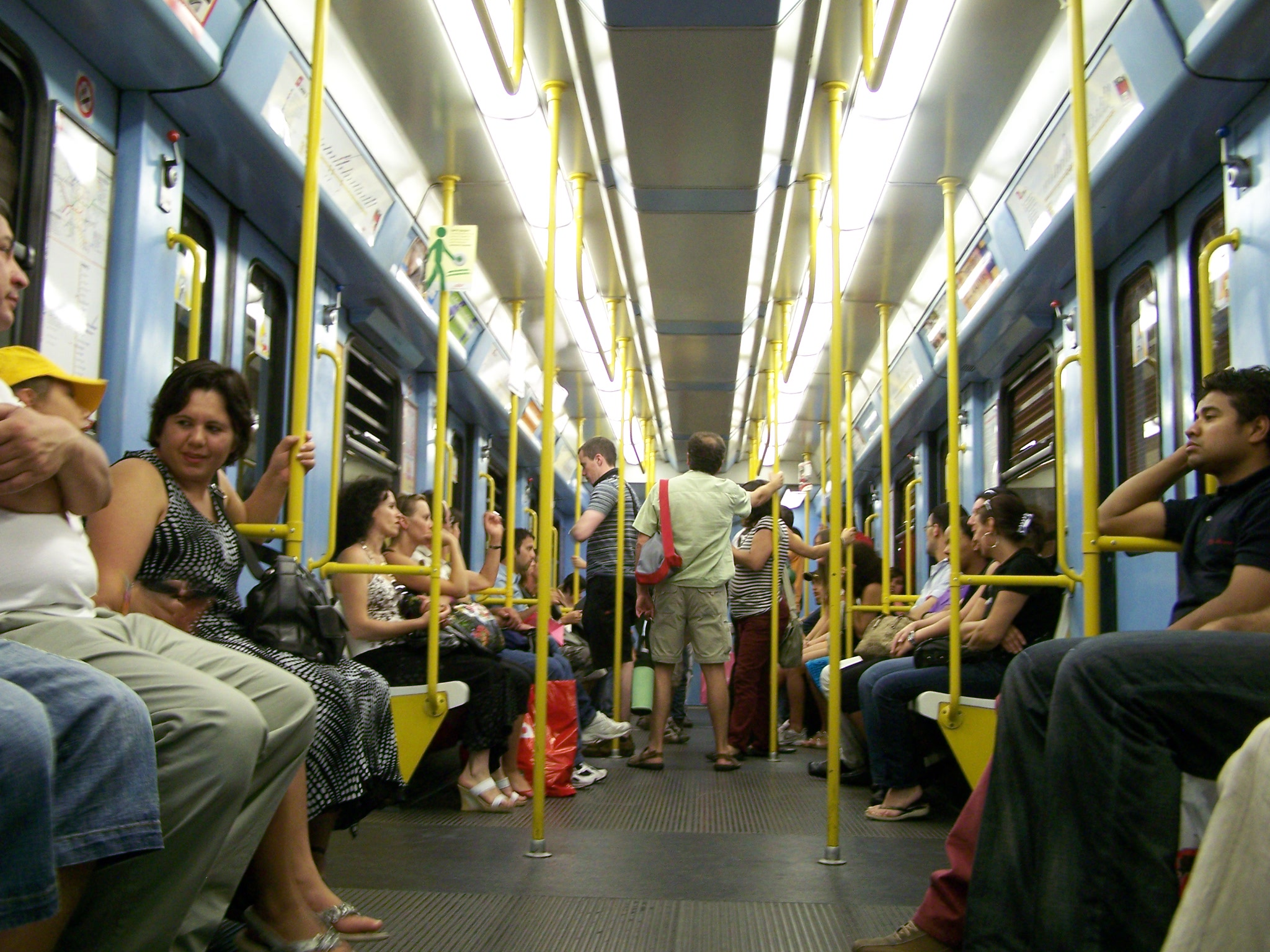
من داخل مترو ميلانو سنة 2009